# EL34

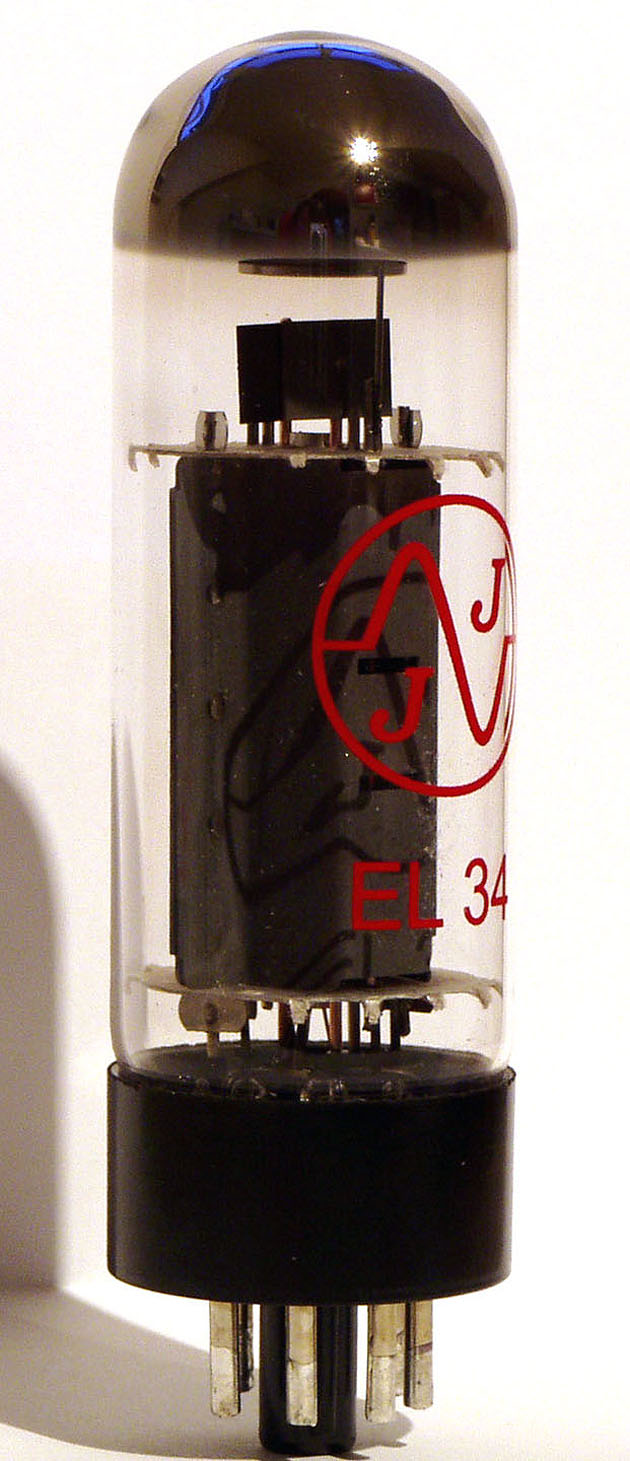
EL34

L'EL34 est un tube électronique.

## Présentation
L'EL34 est un tube électronique mis au point en 1954 par la société Mullard (en), filiale anglaise du groupe Philips, plus exactement une pentode à support octal que l'on trouve dans l'étage final de nombreux amplificateurs audio.
Son équivalent américain le plus courant est 6CA7.

## Utilisation
Utilisé principalement dans les amplificateurs de puissance pour guitares électriques. L'EL34 est généralement associé au son anglais dont Marshall est la marque la plus représentative.

## Caractéristiques
- Support octal
- Chauffage filament : 6,3 V
- Tension de plaque maximum : 800 V
- Dissipation de plaque 25 W